# Dalian Professional
Dalian Professional F.C. (chiń. upr. 大连人足球俱乐部, chiń. trad. 大連人足球俱樂部, pinyin Dàlián Rén Zúqiú Jùlèbù), znany również jako Dalian Pro (大連人) – chiński klub piłkarski, grający obecnie w Chinese Super League, mający siedzibę w mieście Dalian, w prowincji Liaoning.

## Historia
Klub został założony w 20 września 2009 roku przez Zhao Mingyanga prezesa firmy Dalian Aerbin Group Co. Ltd. W sezonie 2010 wystartował w rozgrywkach drugiej ligi chińskiej, które wygrał i uzyskał awans do pierwszej ligi. Przed rozpoczęciem nowego sezonu w roli szkoleniowca zatrudniono Bułgara - Aleksandyra Stankowa. Sezon 2011 znów zakończył się wygraniem ligi i promocją do Chinese Super League.
Awans do najwyższej klasy przyniósł wiele zmian w klubie. Przede wszystkim zespół przeniósł się na większy stadion - Jinzhou Stadium, który dzielił z innym miejscowym klubem Dalian Shide. Postanowiono również zatrudnić nowego szkoleniowca Koreańczyka - Chang Woe-ryong, a także sprowadzono byłego zawodnika FC Barcelona - Fábio Rochembacka. Słaby start w nowym sezonie spowodował jednak, że już po miesiącu od startu ligi zwolniono szkoleniowca, a w jego miejsce zatrudniono Serbskiego trenera - Aleksandara Stanojevicia. Parę miesięcy później w klubie pojawili się również tacy zawodnicy jak Seydou Keita czy Peter Utaka. Dzięki dobrym wynikom w końcówce sezonu Dalian Aerbin zajęło 5. miejsce w debiutanckim sezonie.
W listopadzie 2012 roku firma Aerbin Group oświadczyła, że przejęła zespół Dalian Shide i od tej pory oba te kluby zostaną połączone, a występować będą pod nazwą Dalian Aerbin. W trakcie trwania sezonu 2014 problemy finansowe dopadły również firmę Dalian Aerbin, efektem czego było dopiero 15. miejsce w ligowej tabeli i spadek do pierwszej ligi. Po spadku klub sprzedał kilku wartościowych zawodników w celu obniżenia kosztów, jednak okazało się to nie wystarczające. 9 lipca 2015 roku Yi Fang Group wykupiło udziały Aerbin Group i stało się właścicielem klubu. Od sezonu 2016 klub występował już pod obecną nazwą Dalian Yifang. W sezonie 2017 wygrał rozgrywki pierwszej ligi i wrócił do Super League. W 2019 roku klub przeszedł proces zmiany nazwy na Dalian Professional F.C.

## Historia nazw
- 2009: Dalian Aerbin Football Club (大连阿尔滨足球俱乐部)
- 2016: Dalian Yifang Football Club (大连一方足球俱乐部)
- 2020: Dalian Professional Football Club (大连人足球俱乐部)